# Welt- und Umweltkunde
Welt- und Umweltkunde (WUK) war ein dreistündig erteiltes Schulfach an der früheren Orientierungsstufe. An einzelnen Bremer Schulen gibt es noch heute WUK-Unterricht.

## Inhalte
Bei WUK handelte es sich um eine Synthese aus den Themengebieten des Anfangsunterrichts der Fächer Geschichte und Erdkunde. Somit war der WUK-Unterricht jahrzehntelang das Äquivalent zum Anfangsunterricht für Schüler der 5. und 6. Klassen in den Fächern Geschichte und Erdkunde. Seit der Abschaffung der Orientierungsstufe werden die beiden letztgenannten Fächer bereits in diesen Klassenstufen erteilt.
Geschichtliche Themen waren die Jung- und die Altsteinzeit, die Römer und die Germanen und die Zivilisation des Alten Ägyptens.
Geographische Themenkreise umfassten das Orientieren auf der Erde mit intensiver Atlasarbeit, die Topographie Deutschlands, die Nordseeküste mit besonderem Schwerpunkt auf den Inseln und Halligen, die Wüste und ihrer Bewohner sowie schließlich die kalten Zonen.

## Didaktische Aufbereitung und Methodik des WUK-Unterrichts
Die WUK-Klassenarbeiten waren dergestalt konzipiert, dass die Schüler bereits in der 5. und 6. Klasse damit konfrontiert wurden, gezielt Informationen aus einem längeren Text zu extrahieren. Somit ging die geforderte Methodenkompetenz über rein reproduktive Fragen zum Lernstoff hinaus. Es konnte auch vorkommen, dass die Schüler ihr Wissen in einzelnen Transferaufgaben anwenden und auf neue Sachverhalte übertragen mussten.
In aller Regel erteilten die Klassenlehrer den WUK-Unterricht an der damaligen Orientierungsstufe, während beispielsweise die Fächer Biologie und Physik auch an der OS nur von einzelnen Fachlehrern erteilt wurden. Die Klassenlehrer waren besonders häufig als WUK-Lehrer zugegen, da der kommunikative Ansatz für dieses Fach besonders wichtig war und durch außerunterrichtliche Exkursionen, z. B. ins Naturkundemuseum oder mit einem Tagesausflug zum Nationalpark Wattenmeer, die Klassengemeinschaft gestärkt werden sollte.
Jahrzehntelang war es im WUK-Unterricht üblich, dass Schüler erstmals mit dem selbständigen, wissenschaftspropädeutischen Arbeiten konfrontiert wurden, was insbesondere durch Wochenplan- und Freiarbeit geschah. Außerdem hob sich der WUK-Unterricht durch den hohen Anteil an Gruppenunterricht von anderen Fächern ab – so erarbeiteten die Schüler beispielsweise in Gruppenarbeit die Lebensbedingungen der Wüstenbewohner und stellten diese im Anschluss daran auf Plakaten vor. Darüber hinaus war es oftmals das Fach WUK, in dem die Schüler das erste Referat in ihrer Schullaufbahn hielten.

## Ziele
Speziell der Exkurs „Wir leben mit Menschen aus anderen Kulturen zusammen“ soll die Sozialkompetenz und die Empathie der Schüler, insbesondere für ausländische Mitschüler, stärken.
Auch das Thema „Verkehrserziehung“ war Teil des WUK-Unterrichts; in einzelnen Stunden wurden Themen des Sachkundeunterrichts, wie „Sicheres Fahrrad“ oder „Verkehrsregeln wie rechts-vor-links“ sowie „Bedeutung der Verkehrsschilder“, gezielt wiederholt.
Im WUK-Unterricht wurden die Schüler auch erstmals mit der deutschen Geschichte, darunter dem Nationalsozialismus, konfrontiert, wobei die WUK-Lehrer fächerübergreifend und zusammen mit den Deutschlehrern arbeiteten, die in ihrem Unterricht Bücher wie „Ich bin ein Stern“ und „Oleg und die belagerte Stadt“ lasen. Diese frühe Auseinandersetzung mit dem Thema war ein Spezifikum des WUK-Unterrichts, während der heutige Lehrplan des Geschichtsunterrichts es nicht vorsieht, dass die Zeit des Dritten Reichs im Geschichtsunterricht der 6. Klasse thematisiert wird. Heute findet die erste Konfrontation mit dieser Epoche hingegen erst im Geschichtsunterricht der Klasse 10 statt, also vier Jahre später. Zeitzeugenberichte nahmen in dieser WUK-Unterrichtseinheit einen besonders großen Stellenwert ein, da die Schüler sich durch die persönliche Begegnung mit Menschen, die den Nationalsozialismus und den Zweiten Weltkrieg selbst erlebt haben, besonders gut in die Schicksale vieler Menschen einfühlen können.